# 橋田壽賀子
橋田 壽賀子（はしだ すがこ、1925年〈大正14年〉5月10日 - 2021年〈令和3年〉4月4日）は、日本の脚本家、劇作家、タレントである。本名：岩崎 壽賀子（いわさき すがこ）（旧姓：橋田）。位階は従三位。静岡県熱海市名誉市民。
1949年（昭和24年）、松竹に入社し、脚本部に配属される。1964年（昭和39年）『袋を渡せば』でテレビドラマの脚本家デビュー。同年、東芝日曜劇場のために執筆した『愛と死をみつめて』の脚本が話題となって以後、テレビドラマの脚本家として話題作・ヒット作の数々を世に送り出した。
代表作は『おんな太閤記』、『おしん』、『いのち』、『橋田壽賀子ドラマ おんなは一生懸命』、『春日局』、『渡る世間は鬼ばかり』、『橋田壽賀子スペシャル 源氏物語 上の巻・下の巻（光源氏第1部・第2部）』、『おんなは度胸』、『春よ、来い』、『なるようになるさ。』シリーズ、『99年の愛〜JAPANESE AMERICANS〜』など。

## 経歴
日本統治時代の朝鮮・京城で1925年（大正14年）に生誕。勉学のため帰国するまでの9年間を朝鮮で過ごした。父親は、チタンを産出する鉱山と土産店を営んでおり、母も店に出て忙しく、「オモニ」と呼ばれていた近所の主婦が世話をした。
大阪府立堺高等女學校卒業後、日本女子大学文学部国文学科入学。日本女子大3年生時、空襲で大学が閉鎖。大阪へ戻り海軍経理部へ勤めていた時に終戦を迎える。その後「新古今和歌集における<つ>と<ね>の研究」をテーマに卒業論文を執筆し、日本女子大学を卒業。 この後、東京大学を受験するも失敗。学者になる事を諦め同時に受験をしていた早稲田大学第二文学部国文科に入学、その後芸術科に転科の演劇専修に移り、中退。
女学校時代は文章が苦手だった。その当時、日本軍兵隊への慰問文がコンクールで入賞したこともあったが、それは母が壽賀子の名前を使って書いたものであった。早稲田大学在学中には学生劇団「小羊座」に入って役者を務めたほか、久板栄二郎の脚本塾に通って演劇の執筆を始めた。
1949年（昭和24年）、松竹に入社して脚本部所属となり、松竹最初の女性社員となった。最初の脚本の仕事は、1950年（昭和25年）公開の映画『長崎の鐘』（監督：大庭秀雄）における新藤兼人の手伝いであった。初めて単独で脚本を執筆した作品は、1952年（昭和27年）公開の映画『郷愁』（監督：岩間鶴夫、主演：岸恵子）である。
1959年（昭和34年）、秘書への異動を拒否して松竹を退職し、独立作家となる。ただし、それから3年間ほどはテレビ局へ原稿を売り込みに行っても採用されなかったため、小説や漫画の原作を書くなどした。1964年、『袋を渡せば』で作家デビュー。同年、東芝日曜劇場『愛と死をみつめて』の脚本が話題となり、テレビドラマの脚本家として名を高めた。
東京放送・創立記念日でもある1966年（昭和41年）5月10日（橋田の41歳誕生日）にTBS編成局企画部・課長岩崎嘉一（誕生日の関係で5歳あるいは4歳下）と結婚。結婚式の仲人は石井ふく子が務めた。「岩崎は肺腺がんに罹患している」と1988年9月24日に宣告され「自分が癌に罹患している」と夫が知ったら自殺するのではないかと思い「夫には本当のことを言わないでください。お願いします」と懇願する橋田に医師は「では肋膜炎ということに」と渋々答えた。
翌年元日にNHKの大河ドラマ「春日局」の準備をしていたが岩崎の看病をしながら1年続くドラマの脚本を書き上げる自信がなく、橋田が石井に相談すると「いま番組から降りたら嘉一ちゃんは、自分ががんだって気づくかもしれないよ」と首を横に振った。1989年（平成元年）9月、死別。晩年の岩崎とは、別荘地として知られる「熱海自然郷」で暮らした。橋田は当時を「私は若くして両親を亡くしている。一人っ子なのできょうだいもいない。そしてたった一人の家族だった夫を、こうして失った。」と回顧している。静岡県熱海市で柴犬の「さくら」と暮らし、東京〜熱海間を往復する生活を送った。自宅は急峻な玄岳の頂上付近にあり、自動車を自ら運転して往復していた。
1992年（平成4年）、亡夫の岩崎の遺産などを元手に「橋田文化財団」を設立。理事長に就任し、橋田賞を創設した。
2001年（平成13年）7月、生放送番組『森田一義アワー笑っていいとも！』出演中に橋田がお笑いタレントの江頭2:50に接吻されるトラブルが発生した。
2014年（平成26年）5月、『女性自身』で、同年4月開始の『なるようになるさ。』第2シリーズの視聴率低迷が主たる理由で脚本家業の引退を示唆していると報じられた。橋田本人は同誌の取材に対し、「引退したいですよ。でも、させてもらえないでしょうね」と語った。
2015年（平成27年）8月20日、フジテレビ『ノンストップ!』のインタビューで「今の俳優さん達、名前も分からない。これじゃ（脚本）書けないから仕事が来ない」「ミステリーとか不倫ものとかばかり。普通のホームドラマが生きられない時代になった」と語り、改めて脚本家引退を示唆したが、その後引退報道に関する週刊女性の取材に対して「お仕事はまったく来ないです。いま、ホームドラマなんかやるところはないですから。私の時代じゃないと思いますよ。でも、引退はしません。また私が書きたいものを書かせてくれるところが出てきたら書かせていただきます。ただ、今はお休みして、充電中です」と引退を否定した。同年10月30日、日本政府より脚本家として初（監督作品も存在する脚本家を除く）となる文化功労者に選出されたことが発表された。そして2020年10月27日、同じく脚本家として初の文化勲章受賞者に選出されたことが日本政府より発表された。
2021年（令和3年）2月下旬から、急性リンパ腫の治療のため東京都内の病院に入院。3月からは自宅のある静岡県熱海市内の病院に移り、治療を続けた。4月3日に自宅に戻り、翌4日9時13分、死去した。95歳だった。臨終は同じ熱海に居を構える泉ピン子が看取っている。橋田本人の遺志により葬儀は執り行わず同月5日に火葬され、同月9日に両親が眠る愛媛県今治市内の寺院に納骨された。死没日付をもって従三位に叙された。また、長年執筆の拠点を構えた熱海市は、2021年（令和3年）4月10日の熱海市表彰式典で、名誉市民の称号を追贈した。
2022年6月15日、生前親交の深かった女優の泉ピン子が、火葬場で特別に分けてもらったという橋田の遺骨を、クルーズ船「飛鳥II」から海洋散骨したと報告した。

## 作風
「大衆に受け入れられてこそ価値のある作品」という信念のもと、数多くの作品でヒットを飛ばした。代表作は『おしん』（1983年 - 1984年、NHK総合）や『渡る世間は鬼ばかり』（1990年 - 2019年、TBS）が有名。他にも、『おんな太閤記』（1981年、NHK総合）、『いのち』（1986年、NHK総合）、『橋田壽賀子ドラマ おんなは一生懸命』（1987年 - 1989年、TBS）、『女たちの百万石』（1988年、日本テレビ）、『春日局』（1989年、NHK総合）、『おんなは度胸』（1992年、NHK総合）、『春よ、来い』（1994年 - 1995年、NHK総合）、『テレビ、翔んだ!』（1999年、日本テレビ）、『ハルとナツ 届かなかった手紙』（2005年、NHK総合）、『99年の愛〜JAPANESE AMERICANS〜』（2010年、TBS）など、数多くの傑作を輩出し、いずれも後世に残る作品を輩出した。
NHKやTBSの制作作品で脚本を担当することが多く、テレビ東京での仕事はまったくない（これは同局がドラマをほとんど放映しないことも起因している）。

### 脚本
橋田の脚本は、一つの台詞が長いこと、そして演出家や俳優による台詞の変更やアドリブを許さないことで有名だった。橋田作品の常連で主役級の役どころも多かった女優の泉ピン子は、一つの台詞が台本1ページ分に及ぶこともありたいへん難儀したことを述懐している。
助詞の「てにをは」一字の言い間違いすらも許さず、アドリブも一切禁止だった。これは松竹時代に脚本を担当した映画の撮影過程で、監督から映画は絵で見せるものだから台詞をもっと短くしろと言われたり、俳優たちが台詞を勝手に削ったりしていたことに対する反発が一種の怨念となり、それが「映像なんて信じていない」という信念につながったことから来るものだという。
「作る」を「こしらえる」、「味噌汁」を「おみおつけ」など、今日ではあまり耳にしなくなった古風で上品な表現を台詞に多く用いるのも特徴。「〜して頂く」や「〜させて頂く」などの謙譲語の多用も目立った。これは「長幼の序をはっきりさせ、きれいな日本語をテレビだけでも使いたい」という思いによるものであるという。
長台詞については、「主婦が家事をしながらでも、テレビ画面を見ることなく台詞のみで話の筋が分かるように配慮している」ともインタビューなどで述べている。

### 橋田ファミリー
泉ピン子などに代表される、「橋田ファミリー」に属する役者が頻繁に起用される。
ただし、ファミリーのみでのドラマ制作は無論限界があり、かつ、主人公を演じられる俳優は限られるため、赤木春恵、山岡久乃、八千草薫、河内桃子、渡辺美佐子、草笛光子、池内淳子、若尾文子、佐久間良子、宇津井健、角野卓造、橋田の盟友・石井ふく子と共に高く評価していた三田佳子や大原麗子、石井親子と二代に渡り交流のあった杉村春子、山村聡や山田五十鈴や森光子や淡島千景などが主役・準主役・あるいは特別出演扱いで出演している（森繁久彌とは接点がなかった）。赤木や山岡と同じくお母さん女優だった加藤治子も出演する機会がなかった。
丹波哲郎や小林桂樹も重要な役どころで出演しており、またコメディアンとして活躍していたいかりや長介や伊東四朗が役者として活躍するきっかけともなった。
橋田が俳優として努力する様子に感じ入ったというガッツ石松も、良い役を与えられ、幾度となく出演している。
子役は坂上忍、伊藤淳史、えなりかずきに目を掛けていた。
また、イケメン・美女・美少女を登場させる場合には、ジャニーズ事務所、石原プロモーション、オスカープロモーションからの出演が目立つ。
多くの橋田作品のプロデューサーを務める石井ふく子とは公私ともに親しく、「石井さんには（石井プロデュースではない作品でも）何でも相談する」と公言している。

### 作詞
自らの作品を題材にした『おしん音頭』『渡鬼音頭』で作詞を手がけるが、両曲とも作品の雰囲気から大きく逸脱しているとして物議を醸した。

## 備考
来宮神社の氏子としても知られ、当地熱海市上多賀・同西山町の賛同する付近の民芸品店などには、橋田ドラマの掲示が数多く掲げられている。また、毎年節分に来宮神社で開催される豆まきには、20年以上参加している。自宅は相模湾沿いから比較的近く、地元から手伝いに訪問する同年代のファンも多い。
日本で離婚が増加してきたことについて、「結婚に男女平等はあり得ない」「若い人たちが相手に何かを求めすぎている」と苦言を呈した。また、夫・岩崎からは「どんなことがあっても、俺の前で脚本を執筆するな」と言われ、主婦業に手を抜かず、岩崎が寝ている時や不在の時に執筆活動した。これを岩崎が死去するまで徹底的に守り通したという。
夫・岩崎の遺言である「不倫と人殺しの話は絶対書くな」という言葉を守っている。共にテレビ朝日のドラマである『相棒』や『科捜研の女』を視聴する一方、両作いずれも「初期の方が面白かった」と評している。
2013年10月12日放送分の『サワコの朝』（毎日放送・TBS）では昨今の若者について「わからないし嫌い」「努力しないで成功を求める」と批判した。また、『渡る世間は鬼ばかり』に出てくる若者は（インタビュー当時から見た）現代の若者のような人物ではないと話していた。一方で「一流の脚本家は、山田太一、倉本聰、向田邦子。だから私は二流」と謙遜していた。
橋田賞を設立した後、その賞の受賞者や脚本家の卵達を集めて、各業界の先駆者を講師として橋田寿賀子セミナーを毎年行った。講師には脚本家や演出家、現役プロデューサーである、内館牧子、清弘誠、杉田成道
脚本家として精進する為の講座は未来の脚本家に希望を与えた。

### タレント活動
1990年代後半、その独特の風貌（加藤浩次からは「ミニラ」と呼ばれた）やキャラクター、物言いが女子高校生などに受け、改編期に橋田の旅番組が制作されたり、フジテレビ『笑っていいとも!』（1998年 - 2001年）にレギュラー出演したりするなど、一時期はレギュラー番組を多数抱えた（「スガコブーム」）。しかし、相手のトークを遮って突然喋り始めることもあり、基本的にバラエティ番組に不向きな性格だったことが次第に明らかになって、「スガコブーム」は終わりを告げた。
ただし、橋田本人は「話好き」「目立ちたがり屋」と公言しており、声がかかればテレビ番組にも積極的に出演していることから、以降も他の著名脚本家と比べればメディアへの露出度は群を抜いて高かった。特にTBSの番組には、自身の番組宣伝も兼ねて出演することが多く、期首期末特番『オールスター感謝祭』（TBS）などにも頻繁に登場した。公私共に親しい泉ピン子と一緒に出演することも多かった。
また、『笑っていいとも!』での共演して以降中居正広や香取慎吾がMCを務める番組への出演は度々あったが、2017年11月15日放送の『おじゃMAP!!』（フジテレビ）では、SMAP解散後、元SMAPメンバーとの初共演となった。
『徹子の部屋』（テレビ朝日）には6度出演している。死去の2日後の2021年4月6日の分は過去の出演時の映像を編集した追悼特集として放送された。

## 主な作品

### テレビドラマ
- 東芝日曜劇場 （TBS）
  - （第373回）「女優シリーズ8 袋を渡せば」（1964年1月26日）
  - （第384回）「愛と死をみつめて（前編）」（1964年4月12日）
  - （第385回）「愛と死をみつめて（後編）」（1964年4月19日）
  - （第391回）「女の気持ち」（1964年5月31日）
  - （第407回）「あたしとあなたのシリーズ1 ちっちゃな家庭」（1964年9月20日）
  - （第414回）「五月の嵐」（1964年11月8日）
  - （第425回）「ママ日曜でありがとう（第1部）」（1965年1月24日）
  - （第426回）「ママ日曜でありがとう（第2部）」（1965年1月31日）
  - （第441回）「あたしとあなたのシリーズ3 夫よりも妻よりも」（1965年5月16日）
  - （第448回）「時間ですよ」（1965年7月4日）
  - （第462回）「続・ママ日曜でありがとう」（1965年10月10日）
  - （第467回）「芸術参加作品　菊の香高く」（1965年11月14日）
  - （第477回）「あゝ結婚」（1966年1月23日）
  - （第483回）「あたしとあなたのシリーズ5 出番です…奥様」（1966年3月6日）
  - （第497回）「あたしとあなたのシリーズ6 牛乳とブランディー」（1966年6月12日）
  - （第503回）「ウーベの子守歌（500回記念番組）」（1966年7月24日）
  - （第509回）「玉子の結婚」（1966年9月4日）
  - （第525回）「続々・ママ日曜でありがとう」（1966年12月25日）
  - （第529回）「限りある日を愛に生きて（前編）」（1967年1月22日）
  - （第530回）「限りある日を愛に生きて（後編）」（1967年1月29日）
  - （第538回）「虹」（1967年3月26日）
  - （第552回）「あたしとあなたのシリーズ8」（1967年7月9日）
  - （第555回）「母の童話」（1967年7月30日）
  - （第563回）「おたふく物語」（1967年9月24日）
  - （第576回）「あたしとあなたのシリーズ9 小さな家の小さな灯り」（1967年12月24日）
  - （第577回）「おたふく物語（再放送）」（1967年12月31日）
  - （第592回）「前進せよ」（1968年4月14日）
  - （第603回）「父の樹（600回記念番組）」（1968年6月30日）
  - （第607回）「あたしとあなたのシリーズ あなたお話しましょう」（1968年7月28日）
  - （第612回）「小僧」（1968年9月1日）
  - （第620回）「ママ日曜でありがとう4」（1968年10月27日）
  - （第626回）「どっきり花嫁　その1」（1968年12月8日）
  - （第651回）「どっきり花嫁　その2」（1969年6月1日）
  - （第653回）「愛」（1969年6月15日）
  - （第658回）「あたしとあなたのシリーズ11 かたづかないわ…」（1969年7月20日）
  - （第670回）「どっきり花嫁 その3」（1969年10月12日）
  - （第680回）「ママ日曜でありがとう その5」（1969年12月21日）
  - （第684回）「二代目」（1970年1月18日）
  - （第689回）「ありがとう私をお嫁さんにしてくれて……」（1970年2月22日）
  - （第694回）「二人の縁」（1970年3月29日）
  - （第703回）「娘と嫁と（700回記念番組）」（1970年5月31日）
  - （第714回）「妹」（1970年8月16日）
  - （第726回）「出来ごころ」（1970年11月8日）
  - （第731回）「あたしとあなたのシリーズ12 妻のお値段」（1970年12月13日）
  - （第742回）「ここはどこの細道じゃ」（1971年2月28日）
  - （第745回）「縁談」（1971年3月21日）
  - （第746回）「紬の里」（1971年3月28日）
  - （第759回）「噂」（1971年6月27日）
  - （第767回）「さらば夏の日」（1971年8月22日）
  - （第774回）「亜紀子（前編）」（1971年10月10日）
  - （第775回）「亜紀子（後編）」（1971年10月17日）
  - （第800回）「心（800回記念番組）」（1972年4月9日）
  - （第811回）「愛と愛」（1972年6月25日）
  - （第819回）「二人だけの道」（1972年8月20日）
  - （第823回）「母の鈴」（1972年9月17日）
  - （第826回）「妻の橋」（1972年10月8日）
  - （第834回）「姉と妹」（1972年12月3日）
  - （第837回）「二人だけの道 その2」（1972年12月24日）
  - （第845回）「初蕾」（1973年2月18日）
  - （第849回）「只見川より　愛その日（前編）」（1973年3月18日）
  - （第850回）「只見川より　愛その日（後編）」（1973年3月25日）
  - （第855回）「お母ちゃん笑って」（1973年4月29日）
  - （第864回）「二人だけの道 最終回」（1973年7月1日）
  - （第876回）「ちいさい秋」（1973年9月23日）
  - （第878回）「秋のふたり」（1973年10月7日）
  - （第889回）「お母ちゃんごめんネ」（1973年12月23日）
  - （第893回）「幻の父」（1974年1月20日）
  - （第898回）「おんなの家」（1974年2月24日）
  - （第903回）「ふるさと（900回記念番組）」（1974年3月31日）
  - （第907回）「ちいさい愛」（1974年4月28日）
  - （第917回）「お母ちゃんありがとう」（1974年7月7日）
  - （第939回）「おんなの家 その2」（1974年12月8日）
  - （第945回）「明日また」（1975年1月19日）
  - （第954回）「愛のふれあい」（1975年3月23日）[29]
  - （第958回）「出会い」（1975年4月20日）[29]
  - （第963回）「おんなの家 その3」（1975年5月25日）
  - （第970回）「愛ってなあーに」（1975年7月13日）
  - （第983回）「誰れも知らない愛」（1975年10月12日）
  - （第985回）「おんなの家 その4」（1975年10月26日）
  - （第1002回）「春のゆくえ（1000回記念番組）」（1976年2月22日）
  - （第1004回）「愛と死をみつめて（前編・アンコール放送）」（1976年3月7日）
  - （第1005回）「愛と死をみつめて（後編・アンコール放送）」（1976年3月14日）
  - （第1010回）「おんなの家 その5」（1976年4月18日）
  - （第1027回）「私の中のあなた」（1976年8月15日）
  - （第1041回）「おんなの家 その6」（1976年11月21日）
  - （第1060回）「女優シリーズ1 あの日あなたは…」（1977年4月3日）
  - （第1069回）「おんなの家 その7」（1977年6月5日）
  - （第1083回）「あしたの海」（1977年9月11日）
  - （第1095回）「姉妹 その1」（1977年12月4日）
  - （第1114回）「おんなの家 その8」（1978年4月16日）
  - （第1143回）「女たち（IBC25周年記念番組）」（1978年11月5日、IBC岩手放送）
  - （第1158回）「姉妹 その2」（1979年2月18日）
  - （第1165回）「おんなの家 その9」（1979年4月8日）
  - （第1178回）「かあさんの鈴」（1979年7月8日）
  - （第1200回）「女たちの忠臣蔵～いのち燃ゆる時～（1200回記念番組）」（1979年12月9日）
  - （第1206回）「おんなの家 その10」（1980年1月20日）
  - （第1286回）「おんなの家 その11」（1981年4月12日）
  - （第1319回）「おんなの家 その12」（1982年4月4日）
  - （第1400回）「おんなの家 その13（1400回記念番組）」（1983年10月30日）
  - （第1416回）「縁」（1984年2月26日）
  - （第1466回）「おんなの家 その14」（1985年2月10日）
  - （第1500回）「花のこころ（1500回記念番組）」（1985年10月6日）
  - （第1657回）「おんなの家 その15」（1988年10月9日）
  - （第1877回）「おんなの家（東芝日曜劇場最終回特別企画）」（1993年3月28日）
- ただいま11人（1964年、TBS）
- 泣いてたまるか（TBS）
  - （第5話）「二人になりたいッ」（1966年6月5日）
  - （第25話）「お家が欲しいの」（1966年12月18日）
  - （第42話）「先生ラブレターを書く」（1967年4月16日）
  - （第47話）「先生故郷へかえる」（1967年6月18日）
  - （第51話）「先生台北に飛ぶ」（1967年8月13日）
  - （第61話）「日本で一番もてない男」（1967年11月12日）
  - （第69話）「お嫁さんやーい」（1968年1月14日）
- 渥美清の父ちゃんがゆく（1968年4月6日 - 6月29日、フジテレビ）
- 連続テレビ小説（NHK総合）
  - あしたこそ（1968年 - 1969年）
  - おしん（1983年 - 1984年）
  - おんなは度胸（1992年）
  - 春よ、来い（1994年 - 1995年）
- 君は心の妻だから（1969年、TBS・花王愛の劇場）
- おふくろの味第1 - 第2シリーズ（1970年 - 1972年、日本テレビ・グランド劇場）
- からすなぜ泣くの（1971年、NHK総合・銀河ドラマ）
- つくし誰の子第1 - 第4シリーズ（1971年 - 1975年、日本テレビ・月曜スター劇場）
- たんぽぽ第1 - 第5シリーズ（1973年 - 1978年、日本テレビ・月曜スター劇場）
- 四季の家（1974年、NHK総合）
- 赤い疑惑（1975年、第15話・第16話、TBS）
- 銀河テレビ小説（NHK総合）
  - となりの芝生（1976年）
  - となりと私（1977年）
  - 幸せのとなり（1979年）
  - 男が家を出るとき（1985年）
  - お入学（1987年）
- ほんとうに（1976年、TBS）
- ドラマ人間模様（NHK総合）
  - 夫婦（1978年）
- 道（1978年、TBS）
- 土曜ドラマ（NHK総合）
  - 離婚（1980年）
  - 結婚する手続き（1988年）
  - 理想の男性（1990年）
- 見合い結婚（1980年、TBS・水曜劇場）
- 心（1980 - 1981年、TBS）
- 大河ドラマ（NHK総合）
  - おんな太閤記（1981年）
  - いのち（1986年）
  - 春日局（1989年）
- 夫婦（1982年、TBS・花王愛の劇場）
- 結婚（1982年、TBS・水曜劇場）
- ああ離婚（1982年、TBS）
- 大家族（1984年、TBS）
- 忍の一字（1985年、NHK総合）
- おんなは一生懸命（1987年 - 1988年、TBS）
- 忠臣蔵・女たち・愛（1987年、TBS）
- 女たちの百万石（1988年、日本テレビ・水曜グランドロマン）
- おんなは一生懸命スペシャル・結婚（1989年、TBS）
- 渡る世間は鬼ばかり（1990年 - 2019年、TBS）
  - 「第1シリーズ」（1990年 - 1991年）
  - 「第2シリーズ」（1993年 - 1994年）
  - 「秋のスペシャル」（1994年）
  - 「年末スペシャル」（1995年）
  - 「第3シリーズ」（1996年 - 1997年）
  - 「第4シリーズ」（1998年 - 1999年）
  - 「二時間年末特別企画」（1999年）
  - 「春のスペシャル」（2000年）
  - 「第5シリーズ」（2000年 - 2001年）
  - 「第6シリーズ」（2002年 - 2003年）
  - 「第7シリーズ」（2004年 - 2005年）
  - 「第8シリーズ」（2006年 - 2007年）
  - 「第9シリーズ」（2008年 - 2009年）
  - 「最終シリーズ」（2010年 - 2011年）
  - 「2012年スペシャル　前編・後編」（2012年）
  - 「2013年スペシャル　前編・後編」（2013年）
  - 「二夜連続特別企画  2015年スペシャル　前編・後編」（2015年）
  - 「2016年スペシャル   前篇・後篇」  （2016年9月18日、9月19日）
  - 「2017年 3時間スペシャル」 （2017年9月18日）
  - 「2018年 3時間スペシャル」 （2018年9月17日）
  - 「2019年 3時間スペシャル」 （2019年9月16日）※生前最後の脚本担当作品
- 番茶も出花（1997年、TBS）
- FNS27時間テレビ内スペシャルドラマ（フジテレビ）
  - めぐりあい（1999年7月17日）
  - 父さん（2000年7月8日）
- 百年の物語 第1夜「大正編・愛と憎しみの嵐」（2000年8月28日、TBS）
- ハルとナツ 届かなかった手紙 （2005年10月2日 - 6日、NHK総合）
- 涙そうそう この愛に生きて （2005年10月9日、TBS）
- となりの芝生（2009年、TBS水曜劇場）
- TBS開局60周年記念ドラマ 99年の愛〜JAPANESE AMERICANS〜 （2010年11月3日 - 7日、TBS）
- なるようになるさ。シーズン1 - 2（2013年 - 2014年、TBS）

以下は「橋田壽賀子スペシャル」の冠が付く作品。
- 旦那さま大事（1986年12月29日、TBS）
- 源氏物語 上の巻・下の巻（1991年12月27日、1992年1月3日、TBS創立40周年）
- テレビ、翔んだ! （1999年3月16日、日本テレビ45周年記念）
- 特別企画 橋田寿賀子2000年ドラマスペシャル 想いでかくれんぼ （2000年3月1日、テレビ朝日）
- 橋田壽賀子ドラマスペシャル 夫婦（2006年2月4日、テレビ朝日）
- 橋田壽賀子ドラマスペシャル 結婚（2009年11月28日、テレビ朝日）
- 橋田壽賀子ドラマスペシャル 妻が夫をおくるとき（2012年7月23日、TBS）

### 原作
- 愛の劇場（TBS）
  - 家庭って?（1986年）
  - ああ家族（1987年）
  - ああ嫁さん（1988年）
  - ああわが家（1989年）
  - ああ結婚（1990年）
  - 家族って（1990年）　
  - ああ相続（1991年）
  - ああ母さん（1992年）
- 太平洋戦争開戦50年特別企画 女たちの太平洋戦争〜15歳の手記より〜（1991年、テレビ朝日）※原案・構成
  - 橋田壽賀子スペシャル 女たちの太平洋戦争II 失われたとき〜Time Lost〜（1993年、テレビ朝日）※原案・構成
- 女の言い分（1994年、TBS）
- 魔の季節（1995年、TBS）

### 映画
- 長崎の鐘（1950年 大庭秀雄監督 松竹）
- 郷愁（1952年）
- 真珠母（1953年）
- 姉妹（1953年）
- 砂糖菓子が壊れるとき（1967年 今井正監督）
- 風の慕情（1970年）

### 舞台
- お嫁に行きたい
- かたき同志
- 渡る世間は鬼ばかり
- お入学
- おしん
- 女たちの忠臣蔵
- おんな太閤記
- となりの芝生
- 新となりの芝生
- 男が家を出るとき
- おんなは一生懸命
- おんなの家
- 女の言い分
- 春日局

### 著書
- 『愛の孤独』南旺社、1959年1月30日。
- 『四季の家』日本放送出版協会 1974年
- 『となりと私』日本放送出版協会、1977年9月1日。
- 『ほんとうに』TBSブリタニカ 1977年
- 『夫婦』日本放送出版協会 1978年 のち中公文庫
- 『幸せのとなり』日本放送出版協会、1979年10月25日。
- 『道』TBSブリタニカ 1979年
- 『心』主婦の友社 1980年
- 『見合い結婚』主婦の友社 1980年 のち中公文庫
- 『離婚』日本放送出版協会 1980年
- 『おんな太閤記 : 大河ドラマ小説 上』日本放送出版協会、1981年4月20日。
- 『おんな太閤記 : 大河ドラマ小説 下』日本放送出版協会、1981年10月1日。
- 『母たちの遺産 橋田寿賀子の人間ドキュメント』主婦と生活社、1981年3月31日。
- 『渡る世間に鬼千匹』PHP研究所 1981年 のち文庫
- 『結婚』主婦の友社 1982年
- 『自分らしさの知恵 女の幸せの見つけ方』祥伝社 ノン・ブック 1982年　『おんなは一生懸命』中公文庫
- 『おしん NHKテレビ・シナリオ』全4巻　日本放送出版協会 1983年 - 1984年
- 『女たちの忠臣蔵 橋田寿賀子作品集』石井ふく子編 大和山出版社 1983年 のち集英社文庫
- 『おしん人生訓 ゆたかな時代の<心のことば>』サイマル出版会 1984年
- 『大家族 : 嫁の夢・姑の知恵』サイマル出版会、1984年9月。
- 『となりの芝生 NHKテレビ・シナリオ』日本放送出版協会 1984年 のち中公文庫
- 『男が家を出る時 : NHKテレビ・シナリオ』日本放送出版協会、1985年3月20日。
- 『こころ模様』毎日新聞社 1985年 のち中公文庫
- 『いのち NHKテレビ・シナリオ』日本放送出版協会 1986
- 『新となりの芝生』中公文庫 1986年
- 『お入学 : NHKテレビ・シナリオ』日本放送出版協会、1987年9月10日。ISBN 4140051299。
- 『優しさをすこし』（1987年、中公文庫）
- 『結婚する手続き』中公文庫 1988年
- 『女たちの百万石』講談社文庫 1989年
- 『春日局 NHKテレビ・シナリオ』全4巻 日本放送出版協会 1989年
- 『橋田壽賀子と素敵な24人』（1989年、家の光協会）
- 『源氏物語』ベストセラーズ 1991年
- 『おんなの家』ラインブックス 東芝日曜劇場名作集 1993年
- 『夫婦は一生懸命 あなたが遺してくれたもの』光文社 カッパ・ホームス 1993年　「夫婦の時間」知恵の森文庫
- 『渡る世間は鬼ばかり』part 1-4 ラインブックス 1993年 - 1997年 のち集英社文庫
- 『花のこころ 東芝日曜劇場名作集』ラインブックス 1994年 のち集英社文庫
- 『春よ、来い』全5巻 日本放送出版協会 1994年 - 1995年
- 『旦那さま大事 山内一豊の妻』ラインブックス 1995年
- 『おんなの家 四季折々』ラインブックス 東芝日曜劇場名作集 1996年
- 『番茶も出花』ラインブックス 1998年
- 『渡る世間は鬼ばかり 橋田壽賀子ドラマ パート5 2000年 秋冬編』英知出版 2001年
- 『渡る世間は鬼ばかり 橋田壽賀子ドラマ パート5 2001年 春夏編』英知出版 2001年
- 『ひとりが、いちばん! 頼らず、期待せず、ワガママに』（2003年、大和書房）のち文庫
- 『ハルとナツ 届かなかった手紙』日本放送出版協会 2005年
- 『夫婦は、「ありがとう!」 文句は言わない。感謝の言葉は、口に出す』大和書房 2006年「夫婦の覚悟　責めない、束縛しない、思いやる」文庫
- 『夫婦の格式』（2008年、集英社新書）
- 『99年の愛 JAPANESE AMERICANS』小学館 2010年
- 『おしんの遺言』（2010年、小学館）『おしんの心』文庫
- 『簡素が、いちばん！ 「引き算」の暮らし方』（2011年、大和書房）
- 『旅といっしょに生きてきた　人生を楽しむヒント』（2015年、祥伝社）
- 『安楽死で死なせて下さい』文藝春秋 2017年

### 共著
- 『おしん人形 和紙の人形でつづるおしんの物語』高井とみ ほか作 グラフ社 ハンドクラフトシリーズ 1983年
- 岡本由紀子共著『ああ、女たちよ 橋田壽賀子のアメリカ女性リポート』日本放送出版協会、1984年10月20日。
- 『女の言い分 橋田壽賀子ドラマ』石井君子共著 ラインブックス 1994年
- 『魔の季節 橋田壽賀子ドラマ』清水曙美共著 ラインブックス 1995年
- 『渡る世間は… 橋田壽賀子・石井ふく子対談エッセイ』（2001年、ワニマガジン）

## バラエティ
- 笑っていいとも!（フジテレビ）（レギュラー）
- 笑っていいとも!増刊号（フジテレビ）（レギュラー）
- 笑っていいとも!特大号（フジテレビ）（1998年 - 2000年）
- 笑っていいとも!グランドフィナーレ感謝の超特大号（2014年3月31日）
- 新春かくし芸大会（フジテレビ）（第36回 - 第41回）
- クイズダービー（TBS、1991年1月5日放送分）（ゲスト解答者）
- オールスター感謝祭（TBS） - 自身が脚本するドラマがチーム出演している場合、出演｡
- 快傑熟女!心配ご無用（TBS）（不定期）
- クイズ日本人の質問（NHK総合）（不定期）
- ほんパラ!関口堂書店（テレビ朝日）
- 徳光和夫の感動再会"逢いたい"（TBS）
- NHK紅白歌合戦（NHK総合・ラジオ第1）
  - 第28回（1977年12月31日） - 審査員
  - 第33回（1982年12月31日） - 審査員
  - 第55回（2004年12月31日） - 審査員
- ピン子・壽賀子の南米世界遺産の旅（TBS、2012年6月10日）
- ピン子・壽賀子の美しく青きドナウ川世界遺産の旅（TBS、2015年2月15日）
- おじゃMAP!!（フジテレビ、2017年11月15日）ザキD（山崎弘也）が演出するロケ企画。

## テレビ番組のリポーター
- ルポルタージュにっぽん「私は過去を語れない ―現代迷い人事情― 」（NHK総合、1982年2月18日）
- NHK特集「あゝ女たちよ ―橋田壽賀子のアメリカ・女性リポート― 」（NHK総合、1984年10月7日）

## PV
- 慎吾ママのおはロック（2000年）

## 受賞・受章
- 放送ウーマン賞1977（1978年）
- 日本女性放送者懇談会賞（1978年）[30]
- NHK放送文化賞（1979年）
- 松尾芸能賞大賞（1982年）
- 菊池寛賞（1984年）
- 紫綬褒章（1988年）
- 東京都文化賞（1989年）
- 毎日芸術賞特別賞（1994年）
- モンブラン国際文化賞（2000年）
- 勲三等瑞宝章（2004年）
- 文化勲章（2020年）[31][32]
- 従三位（2021年）

## 橋田壽賀子を演じた女優
- 安田成美、中田喜子 - 連続テレビ小説 春よ、来い（NHK総合︰1994年10月 - 1995年9月）
- 岸本加世子 - 橋田壽賀子ドラマスペシャル 妻が夫をおくるとき（TBS︰2012年7月23日）